# Piper PA-40 Arapaho
Il Piper PA-40 Arapaho è stato un aereo bimotore, progettato dalla Piper Aircraft per sostituire il PA-39 Twin Comanche C/R.

## Storia

### Sviluppo
Il primo prototipo del PA-40 venne alla luce nel 1972 ma, successivamente ad un'inondazione presso lo stabilimento di costruzione, effettuò il primo volo nel gennaio del 1973.
Durante alcune prove di volo questo prototipo si schiantò e l'incidente portò ad un cambio nel design con un aumento della superficie del piano verticale di coda.
Il secondo prototipo volò nell'aprile 1974, a cui seguì un terzo prototipo con motori dotati di turbocompressori.
Il type certificate fu rilasciato il 18 giugno del 1974 ed il lancio sul mercato era previsto per il 1975. Tuttavia, la Piper Aircraft decise di cancellare il progetto nel dicembre 1974 a causa di ragioni economiche.
I due modelli rimasti furono utilizzati dalla Piper come collegamento tra gli stabilimenti della Piper stessa. In seguito un aereo fu demolito e l'ultimo dato alla Purdue University in Indiana, come struttura di studio.

## Tecnica
Il progetto del PA-40 Arapaho si basava sul PA-39 Twin Comanche a cui vennero apportate sostanziali modifiche al carrello d'atterraggio (di tipo retrattile) ed ai finestrini, rispettivamente più alto e più larghi.

Il PA-40 si presentava come un velivolo bimotore a pistoni con l'ala bassa di tipo bitrapeziodale.
Sull'Arapaho vennero montati due motori Lycoming IO-320 da 160 hp ciascuno con eliche bipala controrotanti.